# Жуков, Василий Егорович
Васи́лий Его́рович Жу́ков (1918 — 1997, Пенза, Россия) — участник Великой Отечественной войны, наводчик орудия 59-го артиллерийского полка 30-й стрелковой дивизии 47-й армии Воронежского фронта, красноармеец. Герой Советского Союза.

## Биография
Родился 15 марта 1918 года в с. Плужное (ныне — в Краснослободском районе Мордовии) в семье крестьянина. Русский.
Образование начальное. Работал в колхозе, затем на строительстве автозавода в Горьком, различных объектов в Свердловске.
В Красной Армии с 1939 года. Участник Великой Отечественной войны с июня 1941 года. Член ВКП(б)/КПСС с 1944 года.
Наводчик орудия 59-го артиллерийского полка кандидат в члены КПСС рядовой Василий Жуков отличился 27 августа 1943 года в бою в районе села Карпиловка (Ахтырский район Сумской области Украинской ССР). Когда в бою с танками противника выбыли из строя все номера расчёта, он, оставшись один, подбил 2 танка и уничтожил до роты солдат и офицеров противника.
В 1946 году старший сержант Жуков был демобилизован.
Проживал в Пензе. Работал на заводе, затем в депо машинистом паровоза станции Пенза.
Умер 8 ноября 1997 года. Похоронен на Новозападном кладбище в Пензе.

## Награды
- Звание Героя Советского Союза присвоено 24 декабря 1943 года.
- Награждён орденом Ленина, двумя орденами Отечественной войны 1 степени и медалями.

## Увековечение памяти
- В Пензе на жилом доме по улице Урицкого, 18, в котором с 1981 по 1997 года проживал В. Е. Жуков, установлена посвящённая ему мемориальная доска.
- Памятная доска Жукову Василию Егоровичу была установлена на мемориальном комплексе воинам погибшим в годы Великой Отечественной войны на площади Победы в г. Краснослободск. Демонтирована в 2019 году, в связи с установкой бюста героя.

Бюст В. Е. Жукова (площадь Победы, Краснослободск)
Мемориальная доска В. Е. Жукову в Пензе